# Die Prinzessin von Clèves

Titelblatt der Erstausgabe des Romans, Paris 1678

Die Prinzessin von Clèves (französisch La Princesse de Clèves), auch Die Prinzessin von Cleve, ist ein historischer Roman von Marie-Madeleine de La Fayette. Er wurde 1678 in Paris anonym veröffentlicht. Als Verfasser vermutete man zunächst sowohl La Rochefoucauld, einen engen Freund der Autorin, der eine Autorschaft energisch abstritt, als auch Jean de Segrais, einen bekannten Literaten und zeitweiligen Sekretär der Autorin.
Die aus kleinerem Adel stammende Marie-Madeleine Pioche de la Vergne, die durch Heirat zur Gräfin de La Fayette avanciert war, verkehrte als „Ehrendame“ und Vertraute von Henrietta Stuart, der Gattin des jüngeren Bruders von König Ludwig XIV., des Herzogs Philipp von Orléans, am königlichen Hof. Sie war eng befreundet mit dem ebenfalls schriftstellernden, jansenistisch geprägten Herzog von La Rochefoucauld und der als Briefautorin berühmten Madame de Sévigné. Über ihren früh verstorbenen Vater hatte sie schon in jungen Jahren Zugang zu preziösen literarischen Salons ihrer Zeit erhalten.

## Inhalt
Die Titelheldin ist keine „Prinzessin“ im deutschen Sinne des Wortes, d. h. keine Tochter oder Schwiegertochter eines regierenden Fürsten. Sie ist vielmehr die Gattin eines jüngeren Sohnes eines Herzogs (duc), der sich, da sein Bruder den Herzogstitel erbt, in Frankreich mit dem dort unspezifischen Titel prince („Fürst“) zufriedengeben muss. Der Buchtitel ist nicht historisch zu sehen.
Der Roman spielt vor 1560 am französischen Hof gegen Ende der Regierungszeit Heinrichs II. Er beginnt mit einer detaillierten Vorstellung des Hofes und der ihn bevölkernden Damen und Herren. Dieser für heutige Leser eher langatmige Vorspann war für das adelige und großbürgerliche Zielpublikum Madame de La Fayettes sicher hochinteressant, da dieses viele der aufgeführten Namen noch kannte und sich überdies zu Vergleichen mit dem Hof Ludwigs XIV. angeregt fühlen musste. Auch die für uns heute etwas verwirrend lange Geschichte der Schwierigkeiten, die sich bei der Suche nach einem Ehepartner für die Protagonistin ergeben, spiegelte eine für das genannte Publikum wohl bekannte Realität wider.
Die Handlung beginnt, als die 16-jährige Mademoiselle de Chartres mit ihrer jung verwitweten Mutter, der hochadeligen, reichen und sittenstrengen Madame de Chartres aus der Provinz nach Paris kommt, wo sie zwecks Partnersuche am Hof eingeführt werden soll. Gleich der erste Mann, dem sie in einem Juweliergeschäft begegnet, der Prinz von Clèves, verliebt sich in sie, ohne zu wissen, wer das schöne junge Mädchen ist. Nach ihrer Einführung am Hof finden sich sehr schnell Freier, denn sie ist nicht nur hübsch, sondern auch „eine der besten Partien Frankreichs“. Doch werden die Bewerber teils von Mme de Chartres abgelehnt, teils von ihren eigenen Familien zurückgepfiffen. Die bestmögliche Partie mit einem jungen Verwandten des Königs wird von diesem persönlich auf Geheiß seiner Mätresse blockiert. Clèves, der trotz seiner Liebe seine Sache schon verloren geglaubt hatte, da er nur jüngerer Sohn ist und damit keine gute Partie, nutzt diese Situation und erklärt dem jungen Mädchen seine Liebe. Diese informiert die Mutter, die ihrer Tochter zur Ehe mit dem jungen Mann rät. Von seinem gesellschaftlichen Rang und seinem Besitz her kommt er durchaus in Frage, und vor allem scheint er ihr trotz seiner Jugend ehrenhaft und charakterfest zu sein. Dass ihre Tochter ihn nur sympathisch findet und nicht mehr, beunruhigt sie nicht.
Die Ehe wird also geschlossen. Dem jungen Mann wird allerdings bald schmerzlich klar, dass seine Frau seine Gefühle nicht teilt, sondern nur ihre ehelichen Pflichten erfüllt. Dass sie ihm keinerlei Anlass zur Eifersucht gibt, sondern vielmehr den Ruf absoluter Unnahbarkeit erwirbt, tröstet ihn wenig.
Auf einem Ball tanzt die Prinzessin mit dem Herzog von Nemours, der von einer Reise zurückgekehrt ist und sie ebenso wenig kennt wie sie ihn. Für beide ist es Liebe auf den ersten Blick, die sich in den nächsten Tagen bei zahlreichen Begegnungen noch vertieft, ohne dass man sie es sich eingesteht oder gar erklärt. Nemours, bis dahin ein galanter und erfolgreicher Herzensbrecher, ist wie verwandelt. Er sucht keine amourösen Abenteuer mehr und wirkt melancholisch. Selbst eine vom König gewünschte und offenbar aussichtsvolle Bewerbung um die Hand der englischen Königin lässt er im Sand verlaufen. Die Prinzessin, zum ersten Mal in ihrem Leben verliebt, wird in einen Strudel widerstreitender Gefühle gerissen. Zwar schätzt sie ihren Mann und ist entschlossen, ihm treu zu bleiben, doch kreisen ihre Gedanken nur noch um Nemours. Obwohl sich die beiden in Gesellschaft häufig treffen, verbergen sie ihre Gefühle, auch wenn sie beide sie an winzigen, für Unbeteiligte kaum sichtbaren Signalen ablesen können.
Hin- und hergerissen zwischen Vernunft und Leidenschaft, und um allen Versuchungen zu entgehen, zieht sich die Prinzessin auf ein Landschloss der Familie zurück und fleht Clèves an, sie dort zu lassen, was dieser aber wegen seiner gesellschaftlichen Verpflichtungen nicht will. In einem Ausbruch von Verzweiflung gesteht sie ihm ihre Liebe zu einem anderen Mann, gibt dessen Namen aber nicht preis. Der Verdacht des Prinzen fällt sofort auf Nemours, zumal ihm zugetragen worden ist, dass er sich zwei Tage auf einem Nachbargut aufgehalten hatte.
Nemours, der in der Dunkelheit im Park herumgeschlichen war, belauscht unfreiwillig das Gespräch und weiß sich nun geliebt. Im Überschwang seiner Freude erzählt er einem Freund von dem ungewöhnlichen Geständnis. Dieser berichtet es seiner Geliebten; die Geschichte verbreitet sich blitzschnell am Hof.
Der Prinz von Clèves, der seine Frau über die Maßen liebt, hat zwar mit ihrer „Kälte“ leben können, ihre Liebe zu einem anderen aber bricht ihm das Herz. Er verfällt in Schwermut, erkrankt und stirbt wenig später.
Obwohl seine Witwe nun für eine Ehe mit dem Herzog frei wäre, zieht sie sich vom Hof zurück und bricht jeglichen Kontakt mit dem Herzog ab. In einem letzten Gespräch der beiden begründet sie ihren Entschluss damit, dass es keinen Mann gebe, dessen Liebe nicht in der Ehe erkalte und der sich dann nicht anderen Frauen zuwende. Auch für sich selbst könne sie solch ein Verhalten nicht ausschließen. Einem Geliebten könne man in einem solchen Fall Vorwürfe machen, aber was könne man schon einem Ehemann vorwerfen, dessen einzige Schuld darin bestehe, keine Liebe mehr zu empfinden? „Monsieur de Clèves war vielleicht der einzige Mann auf Erden, der seine Liebe auch in der Ehe bewahrt hat.“

## Rezeption
Der Roman war in Frankreich von Beginn an ein großer Publikumserfolg, die erste Auflage kurz nach Erscheinen vollständig vergriffen. Er wurde in allen literarischen Salons der Zeit lebhaft diskutiert, wobei neben der Frage nach dem anonymen Autor vor allem das als schockierend empfundene Geständnis der Protagonistin an ihren Ehemann im Mittelpunkt des Interesses stand. Der Mercure Galant, das vielgelesene Gesellschafts- und Kulturmagazin der damaligen Zeit, in dem Fragen von Kunst, Literatur und Mode diskutiert und auch die neusten Gesellschaftsnachrichten kolportiert wurden, widmete dem Roman, der zwar in schon vergangenen Zeiten spielte, jedoch die Gesellschaft des zeitgenössischen Lesers widerspiegelte, eine Leserumfrage. Probleme und Charaktere waren für Aristokratie und die literarischen Salons der Zeit typisch. Anstoß nahmen die Leser an dem ungewöhnlichen Geständnis und dem folgenden Verzicht der Prinzessin.
Um 1681/1682 erstellte der englische Autor Nathaniel Lee eine Fassung des Romans für das Theater, die unter dem Titel The Princess of Cleve, as it was acted at the Queens Theatre in Dorset-Garden in London herausgebracht wurde. In Lees Bearbeitung, die von einem satirischen Blick auf Liebe, Heirat und Ehe und die Heuchelei der Gesellschaft, was tugendhaftes Verhalten betrifft, geprägt wird, spielt Nemours die Hauptrolle.
Nachhaltig war die Wirkung des Romans auf die französische Literatur des 18. und 19. Jahrhunderts. Das Buch gilt als frühes Beispiel eines psychologischen Romans, der gleichzeitig ein Panorama einer konkreten Gesellschaft entfaltet und nicht mehr – wie die Vorgänger des Genres – in einem märchenhaften, fantastischen Milieu mit ebenso märchenhaften Helden und heroischen und übersteigerten Affekten angesiedelt ist, sondern das Augenmerk auf die subtilen Regungen des Herzens richtet.
Das Vorbild der Prinzessin von Clèves hatte, wie es Niklas Luhmann ausdrückt, einen „Schweif von Entsagungsromanen“ zur Folge, zum Beispiel die wenig später entstandenen Romane einer Marquise de Tencin; es war wirksam bis zur Manon Lescaut des Abbé Prévost oder den Gefährlichen Liebschaften des Choderlos de Laclos. Stendhal, selbst ein Meister in der Analyse von Verwirrungen und Winkelzügen der Liebe und scharfer Beobachter der Gesellschaft seiner Zeit, hat die „göttliche Prinzessin von Clèves“ hochgeschätzt.
Die Prinzessin von Clèves war einer der Lieblingsromane des früh verstorbenen Raymond Radiguet. In seinem Roman Der Ball des Comte d’Orgel nimmt er das Hauptmotiv wieder auf, das Geständnis einer Frau, die ihrem Ehemann ihre Leidenschaft für einen anderen Mann gesteht, mit verhängnisvollen Konsequenzen, die daraus für alle Beteiligten entstehen.
Der Roman wurde zu einem Symbol der französischen Hochschulbewegung. Fragen nach historischer und literarischer Allgemeinbildung gehören zum Standardrepertoire bei den obligatorischen Einstellungsprüfungen für zukünftige französische Staatsbeamte (concours de la fonction publique). Der spätere Staatspräsident Nicolas Sarkozy kritisierte diese Praxis in einer Rede während des Präsidentschaftswahlkampfs im Februar 2007 als weltfremd und nahm dafür die Prinzessin von Clèves als Beispiel. Er äußerte, dass diese Lektüre einer zukünftigen Schalterbeamtin nichts bringen könne und dass bloß „Sadisten und Dummköpfe“ dieses Buch auf die Liste der Prüfungsfragen gesetzt hätten. Zwei Jahre später wurde das Buch ein Symbol für die Kritik an Sarkozys vermeintlicher Verachtung der Geisteswissenschaften und der Kultur. Aus Protest lasen am 16. Februar 2009 Lehrer und Studenten den Roman in einer szenischen Inszenierung vor dem Panthéon vor, sechs Stunden lang.

## Verfilmungen
Der Roman war Grundlage für mehrere Kinofilme. 1961 schrieben Jean Cocteau und Jean Delannoy, der auch Regie führte, das Drehbuch zu dem Film La Princesse de Clèves mit Marina Vlady, Jean-François Poron und Jean Marais in den Hauptrollen. Es folgten 1999 der Film Der Brief (La Lettre) des portugiesischen Regisseurs Manoel de Oliveira, mit Chiara Mastroianni als Prinzessin, dann 2000 La Fidélité von Andrzej Żuławski mit Sophie Marceau und Pascal Greggory als Clève und schließlich 2008 La Belle Personne von Christophe Honoré mit Louis Garrel, Léa Seydoux und Grégoire Leprince-Ringuet.
2009/2011 drehte der französische Regisseur Régis Sauder einen Dokumentarfilm am Lycée Denis Diderot in einem Marseiller Problemviertel, dessen Schüler zum größten Teil Franzosen der ersten und zweiten Generation sind. Sauder filmte die Schüler und Schülerinnen bei der Lektüre des Romans, beim Nachspielen von Dialogen und beim stillen Zuhören im Klassenraum, wenn eine Stimme aus dem Off Passagen des Textes rezitiert, und dokumentiert ihre Kommentare zum Film. Das überraschende Ergebnis des Filmprojekts ist, dass die Jugendlichen aus unterschiedlichen Herkunftsländern und einem sozial benachteiligen Milieu „sich mühelos in den Romanfiguren [wiedererkennen]“. Die „verhinderte Liebesgeschichte“ spricht viele der Mädchen und Jungen an, Mädchen, die nicht „dem Ruf ihres Herzens folgen dürfen“, Jungen, denen Liebesbeziehungen zu Jungen verboten sind. Vertraut ist ihnen die Übermacht der Eltern, das Gefühl, in einem Käfig gefangen zu sein, aus dem es kaum ein Entkommen zu geben scheint, es sei denn ein erfolgreich bestandenes Bac. „Die Entdeckung des Vertrauten im Fremden muss nicht, kann jedoch positive Auswirkungen auf das vielbemühte «Zusammenleben in einer multikulturellen Gesellschaft haben»“, ist auch ein – politisches – Fazit des Films.

## Ausgaben (Auswahl)
Der Roman ist seit seinem Erscheinen bis in die Gegenwart immer wieder neu herausgegeben worden. Einige Ausgaben sind luxuriös mit Illustrationen ausgestattet,  so z. B. von F. Masson (Paris 1978), Jules-Arsène Garnier (Paris 1889), J. L. Perrichon (Paris 1913), Serge de Solomko (Paris 1925), Étienne Drian (Paris 1929), Charles Guerin (Paris 1930), André Édouard Marty (Paris 1942), Marie Laurencin (Paris 1947), Jacques Pecnard (Paris 1961) oder Christian Lacroix (Paris 2010).
- Amourettes du duc de Nemours et Princesse de Cleves. Dernière edition. Amsterdam, Jean Wolters 1695.
- La Princesse de Cleves. Paris, Compagnie des Libraires 1719. Avec privilège du Roy.
- La Princesse de Clèves. Préface par Anatole France. Compositions de Jules Garnier. Paris: Conquet 1889.
- La Princesse de cleves. Préface et commentaires de Marie-Madeleine Fragonard. Paris: Livre Poche 2006, ISBN 978-2-266-19932-2

Der Text wurde mehrfach ins Deutsche übersetzt:
- Liebesgeschichte des Hertzogs von Nemours und der Printzesin von Cleve. Anonymus, 1711.
- Die Prinzessin von Cleves. Von Friedrich Schulz. 1790. Neuaufl. Mannheim 1801.
- Die Prinzessin von Cleves. Frei nach dem Französischen bearbeitet von Sophie Mereau. In: Romanen-Kalender für das Jahr 1799.
- Die Prinzessin von Cleve. Ins Deutsche übertragen und herausgegeben von Paul Hansmann. München 1913.
- Die Prinzessin von Clèves. Übersetzt von Eva Hess und Gerhard Hess. [1946]. Stuttgart, Reclam, 1999, ISBN 3-15-007986-1.
- Die Prinzessin von Cleve. Übertragen und eingeleitet von Emil Lerch. Basel 1947.
- Die Prinzessin von Cleve. Übertragen und Nachwort von Hans Broemser. Mainz 1948.
- Die Prinzessin von Clèves und Die Prinzessin von Montpensier. Übersetzt von Ferdinand Hardekopf. Nachwort von E. Merian-Genast. Manesse, Zürich 1957. Neuausgabe, mit Nachwort von Alexander Kluge. Zürich 2011, ISBN 978-3-7175-2224-9.
- Die Prinzessin von Cleves. Übersetzt von Julia Marianne Kirchner. Nachwort von Émile Magne. Frankfurt, Insel-Verlag 1967.
- Die Prinzessin von Cleve. Die Prinzessin von Montpensier. Übersetzt von Hans Broemser und Gerda von Uslar. Mit einem Nachwort ‚Zum Verständnis der Werke‘ und einer Bibliographie von Jürgen von Stackelberg. Rowohlt, Hamburg, 1958. (Rowohlts Klassiker der Literatur und der Wissenschaft. 28.)
- Die Prinzessin von Cleve. Roman. Aus dem Französischen von Hans Broemser. Mit einem Nachwort von Henriette Beese. Frankfurt 1980.